# Illadopsis pyrrhoptera
Az Illadopsis pyrrhoptera a madarak osztályának verébalakúak (Passeriformes) rendjébe és a Pellorneidae családjába tartozó faj.

## Rendszerezése
A fajt Anton Reichenow és Oscar Rudolph Neumann írták le 1895-ben, a Callene nembe Callene pyrrhoptera néven.

## Alfajai
- Illadopsis pyrrhoptera nyasae (Benson, 1939)
- Illadopsis pyrrhoptera pyrrhoptera (Reichenow & Neumann, 1895)[2]

## Előfordulása
Közép- és Kelet-Afrikában, Burundi, a Kongói Demokratikus Köztársaság, Kenya, Malawi, Ruanda, Tanzánia és Uganda területén honos. A természetes élőhelye a szubtrópusi vagy trópusi hegyi esőerdők és száraz erdők. Állandó, nem vonuló faj.

## Megjelenése
Testhossza 13–14,5  centiméter, testtömege 20–30 gramm.

## Életmódja
Gerinctelenekkel táplálkozik.